# Haringpakkerstoren

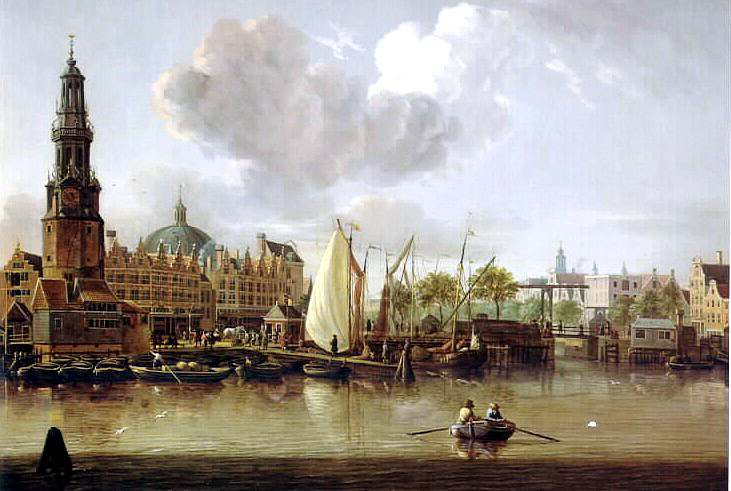
De Haringpakkerstoren in de 17e eeuw. Schilder: Jacobus Storck

De Haringpakkerstoren was een toren op de hoek van het Singel en de huidige Prins Hendrikkade in de Binnenstad van Amsterdam. Hij is in de 19e eeuw afgebroken. Plannen om de toren te herbouwen zijn tot nu toe niet verwezenlijkt.

## Geschiedenis
De toren werd in de middeleeuwen gebouwd als vestingwerk op de noordwestelijke hoek van de stadsomwalling en werd destijds de Heilig Kruistoren genoemd, een katholieke benaming. Tijdens de Spaanse overheersing van de Nederlanden, werden stedelingen die het katholieke geloof afvielen in deze toren gevangen gezet. Kort daarna werden de 'veroordeelden' heimelijk in de nacht zonder enig verhoor of proces gekneveld aan handen en voeten achterover van de toren in het IJ gegooid.
Op de plek van de toren mondde het Singel toen nog direct uit op het IJ. Het gedeelte van de tegenwoordige Prins Hendrikkade bij deze hoek werd Haringpakkerij genoemd, omdat hier door de haringpakkers de haring werd gezouten en gekuipt. Na de Alteratie (1578) werd de toren omgedoopt in Haringpakkerstoren. Op de oorspronkelijke toren werd in 1606 een sierlijke torenspits geplaatst, waarschijnlijk naar ontwerp van Hendrick de Keyser. In de toren werd door de haringpakkers vergaderd.
Een stadsverordening uit 1601 bepaalde dat bij het luiden van een kleine klok in de toren de haringpakkers die in de buurt waren op de werkplek moesten verschijnen, om hun aandeel in de te verrichten arbeid te leveren.
In 1829 werd de toren afgebroken. Deze bezuinigingsoperatie werd uitgevoerd omdat de verarmde stad het onderhoud van het verwaarloosde bouwwerk te duur vond. Ook de Jan Roodenpoortstoren, die een eindje verderop aan het Singel stond, viel toen ten offer aan de slopershamer.
Voor de sloop werden beide torens nauwkeurig opgetekend, zodat herbouw aan de hand van deze tekeningen mogelijk is.

## Herbouwplan
Ter gelegenheid van het 50-jarige bestaan van Stadsherstel Amsterdam bood deze instelling de stad de herbouw van deze toren aan. Op 12 april 2010 werd echter bekendgemaakt dat zij daar van afzag. Dit uit vrees dat de authenticiteit van de binnenstad aangetast zou worden en de daaruit voortvloeiende mogelijkheid een eventuele plaatsing van de grachtengordel op de werelderfgoedlijst van UNESCO mis te lopen. Het standpunt van UNESCO over reconstructie(s) is echter sinds 2012 aan het verschuiven. In de hernieuwde richtlijnen van de UNESCO (31 juli 2021, Artikel 86) staat dat "reconstructie acceptabel is op basis van volledige en gedetailleerde documentatie". In het geval van de Haringpakkerstoren is deze documentatie voor 100% aanwezig. Het is daarom niet ondenkbaar dat de herbouw van de toren alsnog zal plaatsvinden.